# Gemeinde Gjakova
Die Gemeinde Gjakova (albanisch Komuna e Gjakovës, serbisch Општиа Ђаковица Opština Đakovica) ist eine Gemeinde im Kosovo. Sie liegt im Bezirk Gjakova. Verwaltungssitz ist die Stadt Gjakova.

## Geographie
Die Gemeinde Gjakova befindet sich im Südwesten des Kosovos und grenzt an Albanien (Gemeinden Tropoja und Has). Im Südosten grenzt die Gemeinde an Prizren, im Osten an Rahovec, im Norden an Klina und Peja sowie im Nordwesten an Deçan und Junik. Insgesamt befinden sich 91 Dörfer in der Gemeinde, ihre Fläche beträgt 586,91 km². Zusammen mit den Gemeinden Rahovec, Deçan und Junik bildet die Gemeinde den Bezirk Gjakova.
Die Gemeinde Gjakova besitzt in der Stadt ein Krankenhaus, eine psychosomatische Klinik und 10 kleinere Gesundheitszentren. In den umliegenden Dörfer stehen zudem 16 weitere kleine Zentren zur gesundheitlichen Betreuung und Behandlung.

## Bevölkerung
Die Volkszählung aus dem Jahr 2024 ergab für die Gemeinde Gjakova eine Einwohnerzahl von 78.699. Hiervon waren 72.096 (91,60 %) Albaner, 6348 (8,06 %) Roma, Aschkali und Balkan-Ägypter, 41 Bosniaken, 15 Serben und 14 Goranen.
63.353 deklarierten sich als Muslime und 11.527 als Katholiken.
| Zensus    | 1948   | 1953   | 1961   | 1971   | 1981   | 1991   | 2011   | 2024   |
| --------- | ------ | ------ | ------ | ------ | ------ | ------ | ------ | ------ |
| Einwohner | 34.311 | 37.425 | 44.168 | 57.202 | 73.451 | 92.836 | 94.556 | 78.699 |

| Ethnie    | Albaner | Serben | Bosniaken | Türken | Roma | Aschkali | Balkan-Ägypter | Goranen | Andere | Antwort verweigert |
| --------- | ------- | ------ | --------- | ------ | ---- | -------- | -------------- | ------- | ------ | ------------------ |
| Einwohner | 72.096  | 15     | 41        | 10     | 536  | 1074     | 4738           | 14      | 3      | 40                 |

| Religion  | Muslime | Orthodoxe | Katholiken | Atheisten | Andere | Antwort verweigert |
| --------- | ------- | --------- | ---------- | --------- | ------ | ------------------ |
| Einwohner | 63.353  | 24        | 11.527     | 653       | 688    | 2454               |

## Orte
| Albanisch           | Serbisch         | Einwohnerzahl (Volkszählung 2024) |
| ------------------- | ---------------- | --------------------------------- |
| Babaj i Bokës       | Babaj Boks       | 487                               |
| Bardhaniq           | Bardonić         | 248                               |
| Bardhasan           | Bardosan         | 215                               |
| Batusha             | Batuša           | 584                               |
| Bec                 | Bec              | 956                               |
| Berjah              | Berjak           | 134                               |
| Bishtazhin          | Bistražin        | 317                               |
| Bitesh              | Donji Biteš      | 120                               |
| Brekoc              | Brekovac         | 2561                              |
| Brovina             | Brovina          | 414                               |
| Cërmjan             | Crmljane         | 871                               |
| Dallashaj           | Dalašaj          | 223                               |
| Damjan              | Damjane          | 4212                              |
| Deva                | Deva             | 335                               |
| Doblibara           | Doblibare        | 538                               |
| Dobrixha            | Dobrić           | 107                               |
| Dobrosh             | Dobroš           | 403                               |
| Dol                 | Dolj             | 591                               |
| Dujaka              | Dujak            | 519                               |
| Duzhnja             | Dužnje           | 357                               |
| Firaja              | Firaja           | 122                               |
| Firza               | Firza            | 336                               |
| Fshaj               | Fšaj             | 260                               |
| Gërçina             | Grčina           | 927                               |
| Gërgoc              | Grgoc            | 153                               |
| Gjakova             | Đakovica         | 41809                             |
| Goden               | Goden            | 28                                |
| Guska               | Guska            | 44                                |
| Hereç               | Ereč             | 710                               |
| Jabllanica          | Jablanica        | 641                               |
| Jahoc               | Jahoc            | 205                               |
| Janosh              | Janoš            | 248                               |
| Kodralia            | Kodralija        | 133                               |
| Korenica            | Korenica         | 403                               |
| Koshare             | Košare           | 0                                 |
| Kralan              | Kraljane         | 747                               |
| Kusar               | Kusar            | 116                               |
| Kushavec            | Kuševac          | 101                               |
| Lipovec             | Lipovac          | 694                               |
| Llugaxhia           | Lugađija         | 0                                 |
| Lugbunar            | Ljugbunar        | 176                               |
| Madanaj             | Madanaj          | 211                               |
| Marmull             | Marmule          | 396                               |
| Meja                | Meja             | 285                               |
| Meqa                | Meća             | 95                                |
| Moglica             | Moglica          | 339                               |
| Molliq              | Molić            | 536                               |
| Morina              | Morina           | 151                               |
| Nec                 | Nec              | 189                               |
| Nivokaz             | Nivokaz          | 467                               |
| Novosella e Epërme  | Gornje Novo Selo | 316                               |
| Novosella e Poshtme | Donje Novo Selo  | 394                               |
| Orize               | Orize            | 91                                |
| Osek Hyla           | Osek Hilja       | 938                               |
| Osek Pasha          | Osek Paša        | 214                               |
| Pacaj               | Pacaj            | 189                               |
| Palabardha          | Paljabarda       | 183                               |
| Pjetërshan          | Petrušan         | 146                               |
| Plançor             | Pljančor         | 401                               |
| Ponoshec            | Ponoševac        | 505                               |
| Popoc               | Popovac          | 262                               |
| Qerim               | Ćerim            | 802                               |
| Qerret              | -                | 0                                 |
| Raça                | Rača             | 286                               |
| Radoniq             | Radonjić         | 0                                 |
| Rakoc               | Rakoc            | 16                                |
| Rakovina            | Rakovina         | 404                               |
| Ramoc               | Ramoc            | 170                               |
| Rashkoc             | Raškoc           | 156                               |
| Rogova              | Rogovo           | 3648                              |
| Rracaj              | Racaj            | 151                               |
| Rrezina             | -                | 122                               |
| Rrypaj              | Ripaj            | 83                                |
| Sheremet            | Šeremet          | 126                               |
| Shishman            | Šišman           | 397                               |
| Skivjan             | Skivjane         | 1543                              |
| Smaq                | Smać             | 259                               |
| Smolica             | Smonica          | 266                               |
| Sopot               | Sopot            | 74                                |
| Stublla             | Stubla           | 123                               |
| Trakaniq            | Trakanić         | 289                               |
| Ujz                 | Ujz              | 325                               |
| Vogova              | Vogovo           | 296                               |
| Vraniq              | Vranić           | 183                               |
| Zhabel              | Žabelj           | 242                               |
| Zhdredha            | Ždrelo           | 211                               |
| Zhub                | Žub              | 92                                |
| Zylfaj              | Zulfaj           | 61                                |